# Macrostenomyia guerinii
Macrostenomyia guerinii är en tvåvingeart som först beskrevs av Jacques-Marie-Frangile Bigot 1857.  Macrostenomyia guerinii ingår i släktet Macrostenomyia och familjen Richardiidae. Inga underarter finns listade i Catalogue of Life.